# San Benedetto del Tronto
San Benedetto del Tronto là một thành phố ở vùng Marche, Italia, thuộc tỉnh Ascoli Piceno. Thành phố này nằm bên bờ biển Adriatic.

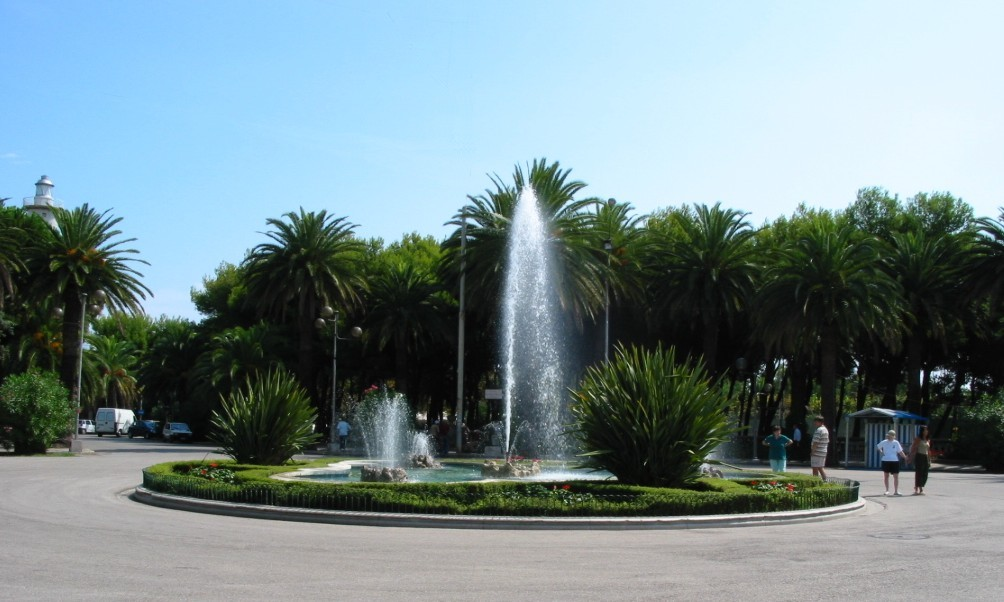
Một vòi phun nước ở San Benedetto del Tronto.

Với dân số khoảng 50.000, đây là đô thị lớn thứ nhì ở tỉnh này.
Thành phố này có đội bóng đá S.S. Sambenedettese Calcio chơi ở giải Serie B và hiện đang chơi ở Serie C1/B.

## Thành phố kết nghĩas
- Mar del Plata, Argentina
- Alba Iulia, România
- Chicago Heights, Hoa Kỳ
- Alfortville, Pháp
- Trinidad, Cuba